# Kibuc
Kibuc (hebr. קִבּוּץ) – spółdzielcze gospodarstwo rolne w Izraelu, w którym ziemia i środki produkcji są własnością wspólną. Kibuce odegrały znaczącą rolę przy tworzeniu państwa Izrael i nadal ją odgrywają w gospodarce narodowej.
Ideowym podłożem powstawania kibucu jest połączenie syjonizmu z socjalizmem; wśród celów funkcjonowania kibucu ważne było przekształcenie świadomości Żydów poprzez nauczenie ich pracy fizycznej na roli oraz walki w obronie wspólnoty. Mieszkańcy kibucu nie mają własnego majątku, posiadają równe prawa i obowiązki; decyzje dotyczące strategii gospodarczej i podziału dochodów podejmuje walne zebranie kibucników; ono też wybiera komitet kierujący życiem kibucu między walnymi zebraniami. Przynależność do wspólnoty jest dobrowolna.

## Historia
Pierwszy kibuc – Deganja – założono w 1910, w pobliżu Jeziora Tyberiadzkiego w Galilei. Znanym kibucem jest kibuc im. Bojowników Gett, założony 19 kwietnia 1949 roku przez Żydów ocalałych m.in. z powstania w getcie warszawskim.
Gospodarstwa rolne przyuczające do rolnictwa Żydów szykujących się do wyjazdu do Ziemi Izraela powstawały również poza Izraelem. Bywały też nazywane kibucami. Najważniejszy był Grochów w Warszawie, założony w 1919 r., po odzyskaniu przez Polskę niepodległości, pracował jeszcze w czasie okupacji.

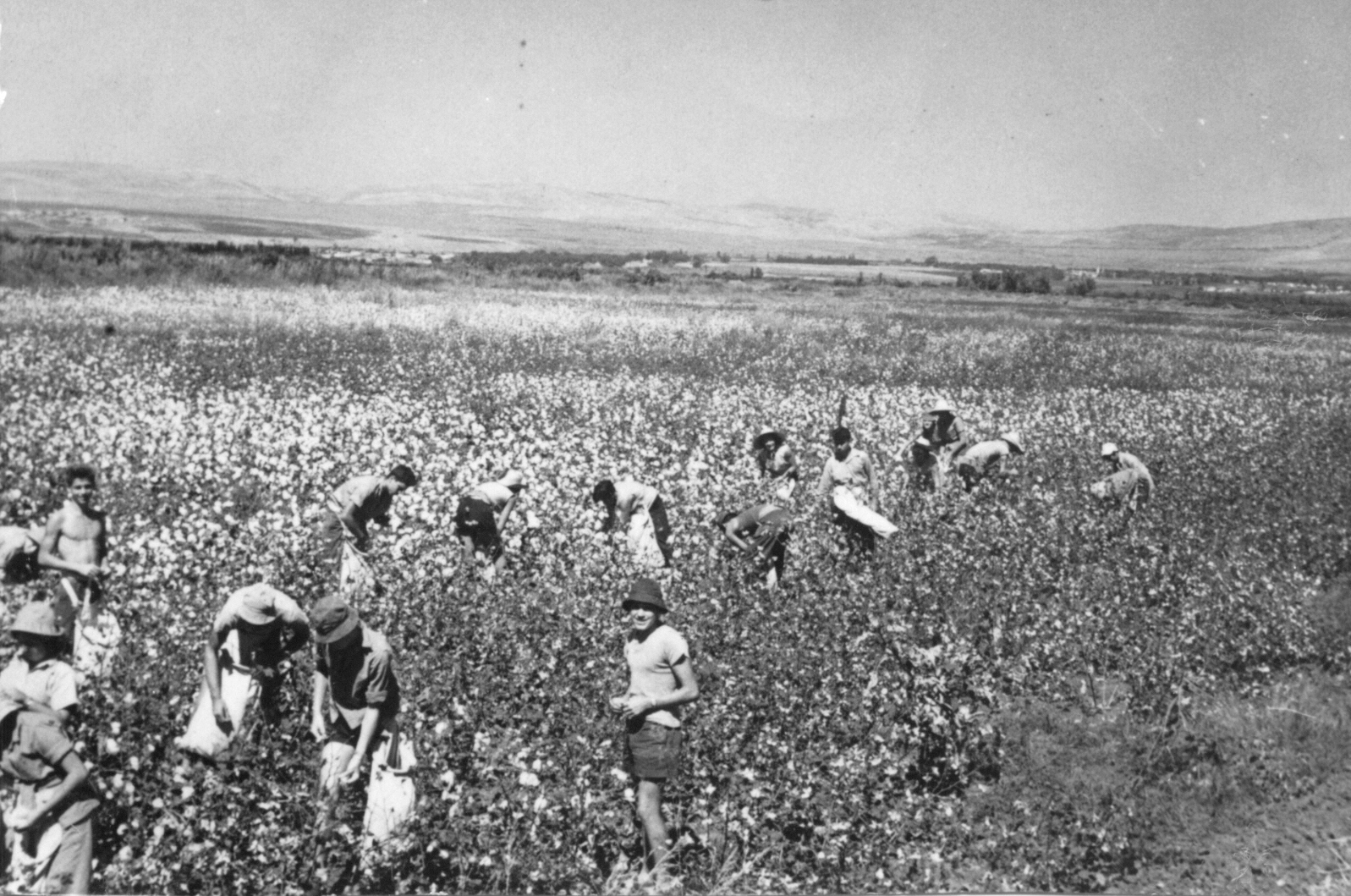
Pole bawełny w kibucu Szamir

## Współczesność
Stosunkowo szybki wzrost liczby kibuców trwał do 1990 roku. Istniało wtedy 270 kibuców; w każdym z nich mieszkało zazwyczaj 200–700 osób. Łącznie w kibucach mieszkało wówczas 125100 ludzi (2,6% populacji Izraela). Po 1993 roku (w którym w 270 kibucach mieszkało 129300 osób) ich liczba zaczęła się nieznacznie obniżać. W 2000 roku 267 kibuców miało 117400 mieszkańców. Obecnie wiele z nich prócz działalności rolniczej rozwija produkcję przemysłową.

## Kibuce jako eksperyment społeczny
Zasady życia w kibucach przypominały w pewnym stopniu niektóre postulaty utopijnego socjalizmu, choć ich założyciele nie odwoływali się do tej ideologii. Główną zasadą był brak własności prywatnej, wspólnota całego majątku, wspólnota dzieci oraz całkowita równość kobiet i mężczyzn. W tym kontekście kibuce realizowały także częściowo postulaty feminizmu i egalitaryzmu. W kibucach negowano istnienie tradycyjnych ról płciowych. W praktyce odbywało się to przez maskowanie cech płciowych za pomocą luźnego ubrania, wykonywanie tradycyjnie męskich prac przez kobiety oraz unikanie np. stosowania makijażu. Ciąża i poród były traktowane jako jedyna narzucona przez biologię aktywność, odróżniająca kobietę od mężczyzn. Jednak wychowanie dzieci – ze względu na wspólnotę – nie było postrzegane jako rola kobieca i w założeniu miało być realizowane przez wszystkich bez względu na płeć. Unikano indywidualizacji dzieci przez sformułowanie „mój syn” lub „moja córka”. Kobiety były zachęcane do karmienia każdego dziecka w jego okresie niemowlęcym, nie tylko urodzonego przez siebie. Z tego samego względu usiłowano przekierować uczucia indywidualne – takie jak miłość między kobietą a mężczyzną czy miłość macierzyńską – na uczucia wobec wspólnoty. Indywidualizm był traktowany jako defekt moralny. Tolerowane były sformalizowane związki małżeńskie, ale bez całej rytualnej otoczki tradycyjnie im towarzyszącej.
W dłuższym okresie system ten nie został jednak utrzymany. Obserwacje dokonane w kibucu Kiryat Yedidim pokazały, że po pewnym czasie społeczności powróciły do tradycyjnych ról płciowych. O ile w 1920 roku zatrudnienie kobiet wynosiło 50%, o tyle po 30 latach pracowało już jedynie 12% kobiet, reszta zajmowała się wychowaniem dzieci, edukacją i usługami. W kibucu Artzi w 1975 roku pracowało również 12%, z czego 9% na roli, zaś 3% w zawodach przemysłowych. Mężczyźni stanowili 87% rolników, 77% pracowników przemysłowych i 99% pracujących na budowach. Kobiety z kolei stanowiły 84% pracowników w edukacji i usługach. Również w administracji kibuców z czasem kobiety przestały zajmować równy procent miejsc – 84% stanowisk zajmowali w niej mężczyźni, którzy stanowili również 71% osób zarządzających kibucem oraz 78% aktywistów politycznych. Badacze przypisywali tę zmianę podejściu młodych pokoleń, urodzonych w kibucach, które nie podzielało ideologicznego zaangażowania ich założycieli w egalitaryzm. O ile w pierwszym pokoleniu 68% kobiet wyrażało przekonanie, że macierzyństwo jest dla nich ważniejsze niż praca, o tyle w drugim pokoleniu było to już 88%. Z czasem nastąpił także stopniowy powrót do indywidualnych relacji rodziców z dziećmi, a także w parach małżeńskich.

Zmiana podejścia w stosunku do rodziny jest tym bardziej zdumiewająca, że nie był to bunt pokolenia wychowanego w tradycyjny sposób tylko pokolenia kobiet urodzonych w kibucach i wychowanych w skrajnie feministycznym środowisku, które prowadziło zinstytucjonalizowaną kontrrewolucję wobec kobiecości.

Obserwacje dokonywane w kibucach w roku 1951 nie potwierdzają teorii o czysto kulturowym uwarunkowaniu ról płciowych. Analiza zabaw dzieci wychowywanych w ściśle egalitarnym środowisku pokazała, że chłopcy częściej niż dziewczynki bawili się przedmiotami (41% do 30%), w szczególności dużymi i wymagającymi większej siły fizycznej (17% do 9%). W zabawy związane z ruchem i aktywnością fizyczną angażowało się 33% chłopców i 21% dziewczynek. Dziewczynki z kolei preferowały zabawy werbalne i związane z wyobraźnią (39% do 24%).